# I salen på Alastalo
I salen på Alastalo – en skärgårdsskildring (original: Alastalon salissa) är en roman från 1933 av den finländske författaren Volter Kilpi. Den är ett av den finska skönlitteraturens mästerverk. Romanen har jämförts med till exempel James Joyces Odysseus beroende på de innovativa inre monologer som förekommer i romanen.
I salen på Alastalo handlar om ett möte i Gustavs i Egentliga Finland under en höstdag år 1864. Tjugoåtta kustbönder och bondekaptener har samlats för att besluta om bygge av socknens första djupsjöseglare, en tremastad bark. Händelserna utspelar sig i ett enda rum under en sex timmars period. Romanen har många sidoberättelser, som männen i salen berättar för varandra. Den bäst kända är berättelsen om handelsfartyget Albatross, som nästan är en egen novell inom romanen. En av personerna i boken är köpmannen och redaren David Jansson.
Historien om Albatross har givits ut som självständigt verk, i svensk översättning 1970.

## Mottagande
I en recension i Hufvudstadsbladet den 12 november 1933 beskrev O. Homén I salen på Alastalo som en radikalt nydanande roman i den finska litteraturen. Han framhöll att verket saknar yttre handling i traditionell mening, men att det i stället erbjuder ett rikt och detaljerat inre skeende.  Homén betonade romanens användning av inre monolog och karaktärsstudier, och beskrev berättelsen som modernistisk till sin form, humoristisk i tonen och djupt mänsklig i sin gestaltning. Enligt Homén var I salen på Alastalo inte bara Kilpis främsta verk utan också ett av den moderna finska prosans viktigaste bidrag.